# Doyle Brunson
Pour les articles homonymes, voir Doyle et Brunson.
Doyle Brunson, dit Texas Dolly, né le 10 août 1933 à Longworth et mort le 14 mai 2023 à Las Vegas (Nevada), est un joueur de poker américain. Respecté dans le monde de ce jeu, il est considéré par beaucoup de joueurs comme une légende.

## Biographie
Doyle Brunson est né le 10 août 1933 à Longworth, une petite ville du Texas. Très tôt, il prend l’habitude de courir de grandes distances pour aller dans les villes voisines, et devient un athlète prometteur. Il joue au basket-ball, fait partie de l’équipe des Texas All State et court régulièrement le mile. Après avoir joué chez les Texas Interscholastic Track Meet en 1950, il est repéré par les Lakers de Minneapolis. Mais une blessure met fin à son espoir de devenir joueur de basket-ball professionnel. Alors qu’il décharge des plaques de plâtres pour un job d’été, l’une d’entre elles tombe sur sa jambe et met définitivement fin à son rêve de devenir joueur professionnel. La fissuration de l’os en deux endroits le laisse dans le plâtre pendant deux ans. Aujourd’hui encore, les séquelles de cet accident l’obligent parfois à prendre des béquilles pour se déplacer. Doyle Brunson, obligé d’abandonner le sport, poursuit des études et obtient un Master's degree in administrative education.
Il jouait déjà au poker avant sa blessure, lors de parties de draw (poker fermé) et trouvait ce jeu « faible ». Après sa blessure, il commence à jouer beaucoup plus souvent. Les parties lui permettent de payer ses dépenses durant ses études jusqu’à l’obtention de son master en 1954. L’année suivante, il trouve son premier emploi en tant que vendeur d’équipement de bureau. Mais le premier jour, il est invité à une partie de 7 stud, où il gagne plus d’un mois de salaire en moins de trois heures. Il démissionne alors rapidement et entame sa carrière de joueur professionnel.

### Carrière de joueur
Doyle Brunson commence à jouer dans des parties illégales à Fort Worth (Texas) avec son ami, Dwayne Hamilton. Rapidement, ils se déplacent dans les États voisins (Louisiane, Oklahoma) pour participer à des parties plus importantes et rencontrent Amarillo Slim et Sailor Roberts, deux joueurs professionnels. Hamilton retourne à Fort Worth pendant que Brunson, Slim et Roberts, voyagent, jouent au poker et passent le temps au golf. Ils mettent tout leur argent en commun pour jouer et au bout de 6 ans, décident de faire leur premier voyage à Las Vegas, où ils perdront tout (un montant à 6 chiffres). Ils décident donc d’arrêter de jouer ensemble tout en demeurant amis. Doyle Brunson s’installe définitivement à Las Vegas et continue de jouer.

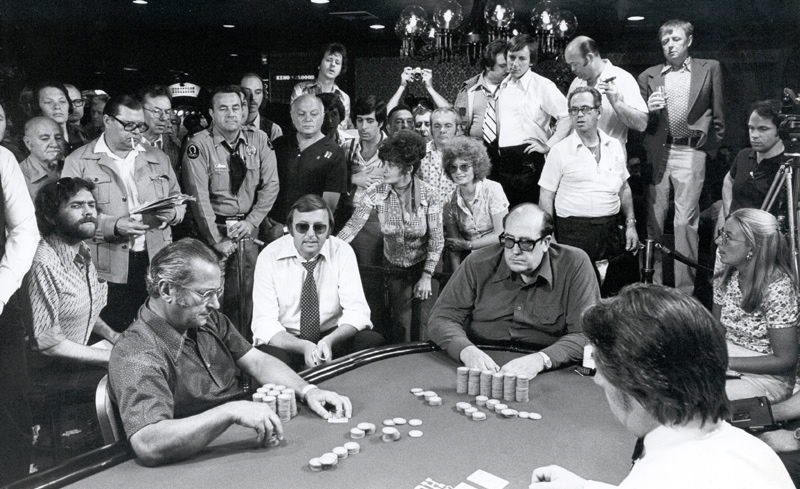
Doyle Brunson (joueur de face, à droite) lors de la table finale du Main Event des WSOP 1976.

En 1976, il devient champion du monde en remportant la finale des WSOP (World Series of Poker) contre Jesse Alto et récidive l’année suivante contre Gary Berland.
Lors de ces deux victoires, il remporte le bracelet en gagnant avec T2 (10 et 2) sur la dernière main ce qui valut le nom de Texas Dolly à cette main.
En 1979, il écrit Super System, livre qui a influencé beaucoup de joueurs.
En 1988, il rentre dans le Poker Hall of Fame.
En 2004, il écrit Super System 2. A course in power poker, une nouvelle version de ses écrits, remis à jour et tenant compte de l’évolution du jeu. Il remporte cette année le 5k$ World Poker Tour Legends of Poker à Los Angeles, et 1 198 290 dollars. C'est son plus gros gain enregistré en tournoi.
En 2005, il devient, avec Johnny Chan, le joueur le plus titré des WSOP en remportant son dixième bracelet.
En 2006, il donne son nom à une étape du prestigieux World Poker Tour. Bluff Magazine le nomme personnalité la plus influente dans le monde du poker.
En 2011, le « Federal Grand Jury » de Baltimore (Maryland) émet deux actes d’accusation concernant indirectement de nombreux sites de jeux d’argent en ligne depuis l’étranger. Onze comptes bancaires situés en Caroline du Nord, au Portugal, Pays-Bas, Panama, Malte et Guam ont été saisis. Parmi les 10 noms de domaines confisqués par la justice figure celui de Doyle Brunson (fermé par le F.B.I.), la salle fondée en 2004 par Doyle Brunson. Brunson annonçait, dans le courant de la semaine précédant cette décision de justice, son désengagement de la salle qui, en ces temps de croisade par les tribunaux américains contre les opérateurs de poker en ligne, continuait à proposer ses services aux joueurs américains en défi de l’UIGEA.

### Mort
Doyle Brunson meurt à Las Vegas le 14 mai 2023.

## Bracelets des World Series of Poker
| Année | Tournoi                                                          | Prix ($ US) |
| ----- | ---------------------------------------------------------------- | ----------- |
| 1976  | 5 000 $ Deuce to Seven Draw                                      | 80 250      |
| 1976  | 10 000 $ No Limit Hold'em World Championship                     | 230 000     |
| 1977  | 1 000 $ Seven-Card Stud Split                                    | 62 500      |
| 1977  | 10 000 $ No Limit Hold'em World Championship                     | 340 000     |
| 1978  | 5 000 $ Seven-Card Stud                                          | 68 000      |
| 1979  | 600 $ Mixed Doubles (avec Starla Brodie)                         | 4 500       |
| 1991  | 2 500 $ No Limit Hold'em                                         | 208 000     |
| 1998  | 1 500 $ Seven-Card Razz                                          | 93 000      |
| 2003  | 2 000 $ H.O.R.S.E.                                               | 84 080      |
| 2005  | 5 000 $ No Limit Shorthanded Texas Hold'em (6 joueurs par table) | 367 800     |